# Push (filme)
Push (bra: Heróis; prt: Push - Os Poderosos) é um filme canado-britano-estadunidense de 2009, dos gêneros ficção científica, ação e suspense, dirigido por Paul McGuigan, com roteiro de David Bourla e estrelado por Chris Evans, Dakota Fanning, Camilla Belle e Djimon Hounsou.

## Sinopse
Uma jovem telepata se apodera de uma substância secreta do governo dos EUA e pede ajuda a outros paranormais, pois a agência do governo tenta recuperar o produto. Enquanto isso, um grupo de paranormais orientais tenta tomar posse do poderoso frasco.

## Elenco
| Nome           | Personagem     |
| -------------- | -------------- |
| Chris Evans    | Nick Gant      |
| Camilla Belle  | Kira Hudson    |
| Dakota Fanning | Cassie Holmes  |
| Djimon Hounsou | Henry Carver   |
| Neil Jackson   | Victor Budarin |
| Cliff Curtis   | Hook Waters    |
| Li Xiaolu      | Garota de Pop  |
| Ming-Na        | Emily Hu       |

## Bilheteria
Em sua semana de estreia, o filme ficou na sexta posição nas bilheterias com US$ 10 079 109 em 2 313 cinemas, média de US$ 4 358.